# SAFER Barrier

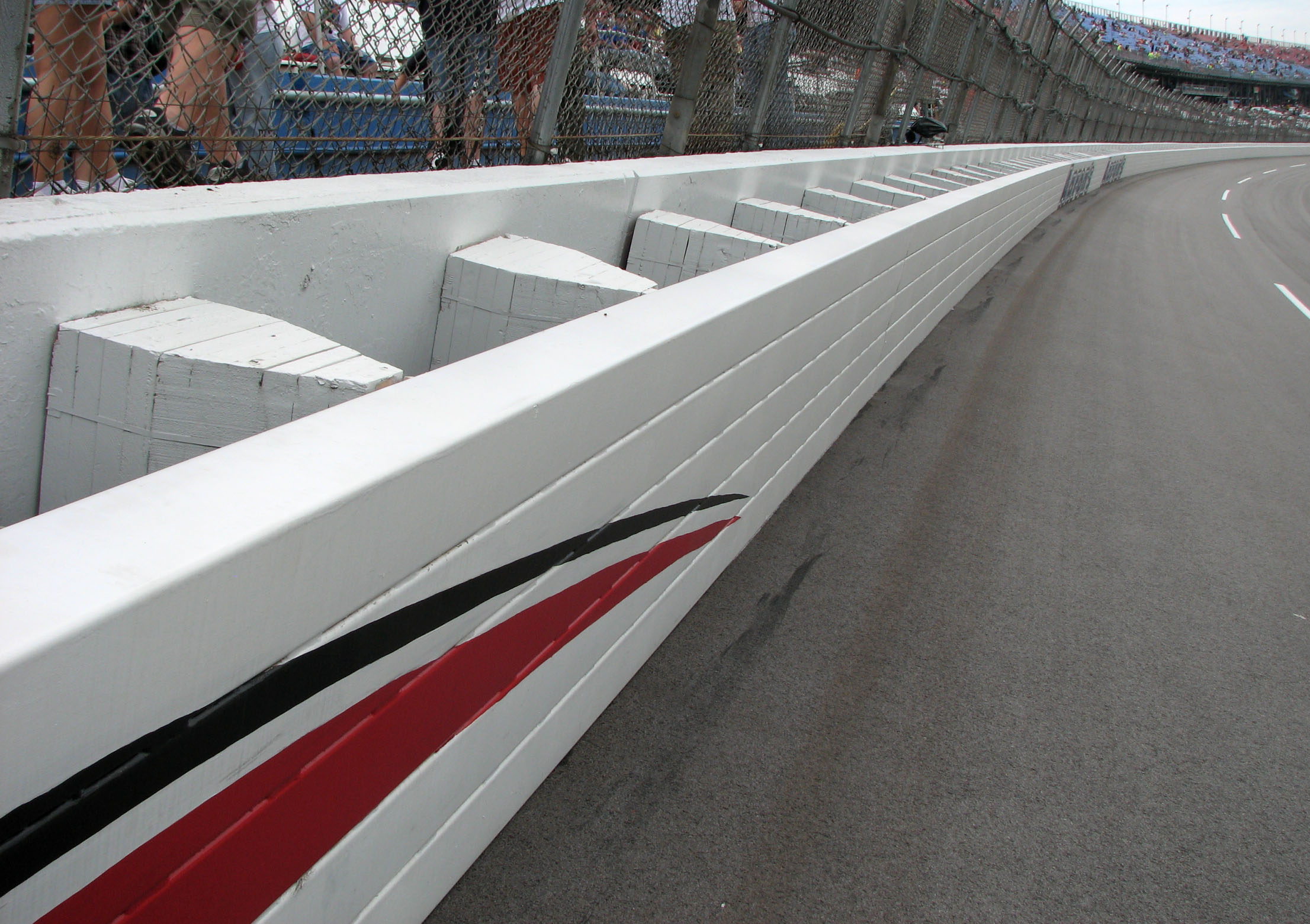
Die SAFER Barrier auf dem Talladega Superspeedway

Die SAFER Barrier (Steel and Foam Energy Reduction Barrier), auch als Soft Wall bezeichnet, ist eine vorgelagerte Streckenbegrenzungsmauer, deren Sinn es ist, die Sicherheit auf Motorsport-Rennstrecken zu erhöhen. Sie findet nahezu ausschließlich auf Ovalkursen Verwendung und wird dort vor bereits vorhandenen Betonmauern installiert. Eine Ausnahme bildet der im Jahre 2006 eröffnete Iowa Speedway, bei dem von vornherein auch im äußeren Bereich der Streckenbegrenzungsmauer die SAFER Barrier installiert und somit auf die bis dato üblichen Betonmauern verzichtet wurde.

## Technische Einzelheiten
Die SAFER Barrier besteht aus untereinander verschweißten Stahlprofilen, hinter denen sich Blöcke aus Polystyrol befinden. Sie absorbiert einen Teil der beim Aufprall entstehenden Energie. Das senkt für die Rennfahrer die Gefahr lebensgefährliche Verletzungen davonzutragen. Als Nebeneffekt werden die Schäden an den Fahrzeugen minimiert, was für die Rennteams einen geringeren Reparaturaufwand nach sich zieht.

## Geschichte
Die Entwicklung der SAFER Barrier begann im Jahre 1998 in der Midwest Roadside Safety Facility der University of Nebraska-Lincoln unter der Leitung von Dean Sicking. Die Arbeiten wurden von der Indy Racing League gesponsert, die auch als erster Veranstalter von Motorsportrennen die SAFER Barrier installieren ließ. Dies geschah im Vorlauf zum Indianapolis 500 des Jahres 2002 auf dem Indianapolis Motor Speedway. Robby McGehee war der erste Fahrer, der in die neue SAFER Barrier einschlug, als er am ersten Trainingstag verunglückte. Inzwischen ist die SAFER Barrier in den Vereinigten Staaten auf nahezu allen Ovalen mit einer Länge von mehr als einer Meile installiert. Alle Strecken, auf denen die IndyCar Series oder Top-Divisionen der NASCAR fahren, besitzen mindestens in den Kurven eine SAFER Barrier. An den Innenbegrenzungen der Strecke ist sie bislang nur vereinzelt vorzufinden.